# Mourad el-Mabrouk
Mourad el-Mabrouk (in arabo مراد المبروك‎?; Tunisi, 19 ottobre 1986) è un cestista tunisino.

## Carriera
Con la Tunisia ha disputato i Giochi olimpici di Londra 2012, i Campionati mondiali del 2019 e cinque edizioni dei Campionati africani (2011, 2013, 2015, 2017, 2021).

## Statistiche
| * | Primo nella lega |

### Cronologia presenze e punti in Nazionale
| Cronologia completa delle presenze e dei punti in Nazionale - Tunisia | Cronologia completa delle presenze e dei punti in Nazionale - Tunisia | Cronologia completa delle presenze e dei punti in Nazionale - Tunisia | Cronologia completa delle presenze e dei punti in Nazionale - Tunisia | Cronologia completa delle presenze e dei punti in Nazionale - Tunisia | Cronologia completa delle presenze e dei punti in Nazionale - Tunisia | Cronologia completa delle presenze e dei punti in Nazionale - Tunisia | Cronologia completa delle presenze e dei punti in Nazionale - Tunisia |
| Data                                                                  | Città                                                                 | In casa                                                               | Risultato                                                             | Ospiti                                                                | Competizione                                                          | Punti                                                                 | Note                                                                  |
| --------------------------------------------------------------------- | --------------------------------------------------------------------- | --------------------------------------------------------------------- | --------------------------------------------------------------------- | --------------------------------------------------------------------- | --------------------------------------------------------------------- | --------------------------------------------------------------------- | --------------------------------------------------------------------- |
| 12/07/2007                                                            | Algeri                                                                | Egitto                                                                | 86 - 64                                                               | Tunisia                                                               | Giochi panafricani 2007 - Fase a gironi                               | 6                                                                     | [ 1 ]                                                                 |
| 13/07/2007                                                            | Algeri                                                                | Tunisia                                                               | 49 - 62                                                               | Algeria                                                               | Giochi panafricani 2007 - Fase a gironi                               | 15                                                                    | [ 2 ]                                                                 |
| 14/07/2007                                                            | Algeri                                                                | Tunisia                                                               | 65 - 69                                                               | Costa d'Avorio                                                        | Giochi panafricani 2007 - Fase a gironi                               | 13                                                                    | [ 3 ]                                                                 |
| 17/07/2007                                                            | Algeri                                                                | Tunisia                                                               | 66 - 82                                                               | Sudafrica                                                             | Giochi panafricani 2007 - Fase a gironi                               | 3                                                                     | [ 4 ]                                                                 |
| 18/08/2011                                                            | Antananarivo                                                          | Tunisia                                                               | 103 - 56                                                              | Togo                                                                  | AfroBasket 2011 - Fase a gironi                                       | 12                                                                    | [ 5 ]                                                                 |
| 20/08/2011                                                            | Antananarivo                                                          | Tunisia                                                               | 69 - 37                                                               | Ruanda                                                                | AfroBasket 2011 - Fase a gironi                                       | 0                                                                     | [ 6 ]                                                                 |
| 22/08/2011                                                            | Antananarivo                                                          | Rep. Centrafricana                                                    | 52 - 65                                                               | Tunisia                                                               | AfroBasket 2011 - Fase a gironi                                       | 13                                                                    | [ 7 ]                                                                 |
| 24/08/2011                                                            | Antananarivo                                                          | Tunisia                                                               | 94 - 50                                                               | Sudafrica                                                             | AfroBasket 2011 - Ottavi di Finale                                    | 9                                                                     | [ 8 ]                                                                 |
| 25/08/2011                                                            | Antananarivo                                                          | Tunisia                                                               | 86 - 67                                                               | Marocco                                                               | AfroBasket 2011 - Quarti di Finale                                    | 3                                                                     | [ 9 ]                                                                 |
| 27/08/2011                                                            | Antananarivo                                                          | Costa d'Avorio                                                        | 57 - 60                                                               | Tunisia                                                               | AfroBasket 2011 - Semifinale                                          | 3                                                                     | [ 10 ]                                                                |
| 28/08/2011                                                            | Antananarivo                                                          | Angola                                                                | 56 - 67                                                               | Tunisia                                                               | AfroBasket 2011 - Finale                                              | 3                                                                     | [ 11 ]                                                                |
| 29/07/2012                                                            | Londra                                                                | Nigeria                                                               | 60 - 56                                                               | Tunisia                                                               | Olimpiadi 2012 - Fase a gironi                                        | 8                                                                     | [ 12 ]                                                                |
| 31/07/2012                                                            | Londra                                                                | Tunisia                                                               | 63 - 110                                                              | Stati Uniti                                                           | Olimpiadi 2012 - Fase a gironi                                        | 5                                                                     | [ 13 ]                                                                |
| 02/08/2012                                                            | Londra                                                                | Argentina                                                             | 92 - 69                                                               | Tunisia                                                               | Olimpiadi 2012 - Fase a gironi                                        | 16                                                                    | [ 14 ]                                                                |
| 04/08/2012                                                            | Londra                                                                | Tunisia                                                               | 69 - 73                                                               | Francia                                                               | Olimpiadi 2012 - Fase a gironi                                        | 4                                                                     | [ 15 ]                                                                |
| 06/08/2012                                                            | Londra                                                                | Tunisia                                                               | 63 - 76                                                               | Lituania                                                              | Olimpiadi 2012 - Fase a gironi                                        | 6                                                                     | [ 16 ]                                                                |
| 19/06/2013                                                            | Mersina                                                               | Italia                                                                | 43 - 68                                                               | Tunisia                                                               | G. Mediterraneo 2013 - Fase a gironi                                  | 10                                                                    |                                                                       |
| 21/06/2013                                                            | Mersina                                                               | Tunisia                                                               | 73 - 80                                                               | Serbia                                                                | G. Mediterraneo 2013 - Fase a gironi                                  | 7                                                                     | [ 17 ]                                                                |
| 22/06/2013                                                            | Mersina                                                               | Turchia                                                               | 77 - 69                                                               | Tunisia                                                               | G. Mediterraneo 2013 - Semifinale                                     | ?                                                                     | [ 18 ]                                                                |
| 25/06/2013                                                            | Mersina                                                               | Macedonia del Nord                                                    | 58 - 63                                                               | Tunisia                                                               | G. Mediterraneo 2013 - Finale 3º posto                                | ?                                                                     | [ 18 ]                                                                |
| 21/08/2013                                                            | Abidjan                                                               | Tunisia                                                               | 56 - 54                                                               | Marocco                                                               | AfroBasket 2013 - Fase a gironi                                       | 3                                                                     | [ 19 ]                                                                |
| 23/08/2013                                                            | Abidjan                                                               | Burkina Faso                                                          | 45 - 100                                                              | Tunisia                                                               | AfroBasket 2013 - Fase a gironi                                       | 16                                                                    | [ 20 ]                                                                |
| 25/08/2013                                                            | Abidjan                                                               | Tunisia                                                               | 83 - 81 dts                                                           | Ruanda                                                                | AfroBasket 2013 - Fase a gironi                                       | 16                                                                    | [ 21 ]                                                                |
| 27/08/2013                                                            | Abidjan                                                               | Tunisia                                                               | 67 - 77                                                               | Egitto                                                                | AfroBasket 2013 - Ottavi di Finale                                    | 8                                                                     | [ 22 ]                                                                |
| 28/08/2013                                                            | Abidjan                                                               | Tunisia                                                               | 76 - 54                                                               | Ruanda                                                                | AfroBasket 2013 - Finale 9º posto                                     | 18                                                                    | [ 23 ]                                                                |
| 19/08/2015                                                            | Radès                                                                 | Tunisia                                                               | 77 - 55                                                               | Uganda                                                                | AfroBasket 2015 - Fase a gironi                                       | 3                                                                     | [ 24 ]                                                                |
| 21/08/2015                                                            | Radès                                                                 | Tunisia                                                               | 68 - 52                                                               | Rep. Centrafricana                                                    | AfroBasket 2015 - Fase a gironi                                       | 5                                                                     | [ 25 ]                                                                |
| 23/08/2015                                                            | Radès                                                                 | Nigeria                                                               | 59 - 70                                                               | Tunisia                                                               | AfroBasket 2015 - Fase a gironi                                       | 3                                                                     | [ 26 ]                                                                |
| 25/08/2015                                                            | Radès                                                                 | Tunisia                                                               | 69 - 68 dts                                                           | Marocco                                                               | AfroBasket 2015 - Ottavi di Finale                                    | 8                                                                     | [ 27 ]                                                                |
| 27/08/2015                                                            | Radès                                                                 | Tunisia                                                               | 67 - 60                                                               | Mali                                                                  | AfroBasket 2015 - Quarti di Finale                                    | 16                                                                    | [ 28 ]                                                                |
| 29/08/2015                                                            | Radès                                                                 | Tunisia                                                               | 51 - 58                                                               | Angola                                                                | AfroBasket 2015 - Semifinale                                          | 8                                                                     | [ 29 ]                                                                |
| 30/08/2015                                                            | Radès                                                                 | Tunisia                                                               | 82 - 73                                                               | Senegal                                                               | AfroBasket 2015 - Finale 3º posto                                     | 13                                                                    | [ 30 ]                                                                |
| 17/03/2017                                                            | Staoueli                                                              | Marocco                                                               | 67 - 79                                                               | Tunisia                                                               | Qual. Afro 2017 - 1ª Fase a gironi                                    | 19                                                                    | [ 31 ]                                                                |
| 18/03/2017                                                            | Staoueli                                                              | Algeria                                                               | 77 - 87                                                               | Tunisia                                                               | Qual. Afro 2017 - 1ª Fase a gironi                                    | 12                                                                    | [ 32 ]                                                                |
| 24/03/2017                                                            | Radès                                                                 | Tunisia                                                               | 71 - 57                                                               | Marocco                                                               | Qual. Afro 2017 - 2ª Fase a gironi                                    | 8                                                                     | [ 33 ]                                                                |
| 26/03/2017                                                            | Tunisi                                                                | Tunisia                                                               | 74 - 56                                                               | Algeria                                                               | Qual. Afro 2017 - 2ª Fase a gironi                                    | 14                                                                    | [ 34 ]                                                                |
| 05/08/2017                                                            | Parigi                                                                | Francia                                                               | 67 - 53                                                               | Tunisia                                                               | Amichevole                                                            | 14                                                                    | [ 35 ]                                                                |
| 08/09/2017                                                            | Radès                                                                 | Tunisia                                                               | 68 - 51                                                               | Camerun                                                               | AfroBasket 2017 - Fase a gironi                                       | 12                                                                    | [ 36 ]                                                                |
| 09/09/2017                                                            | Radès                                                                 | Ruanda                                                                | 60 - 78                                                               | Tunisia                                                               | AfroBasket 2017 - Fase a gironi                                       | 3                                                                     | [ 37 ]                                                                |
| 10/09/2017                                                            | Radès                                                                 | Tunisia                                                               | 64 - 59                                                               | Guinea                                                                | AfroBasket 2017 - Fase a gironi                                       | 5                                                                     | [ 38 ]                                                                |
| 14/09/2017                                                            | Radès                                                                 | Tunisia                                                               | 81 - 60                                                               | RD del Congo                                                          | AfroBasket 2017 - Quarti di Finale                                    | 14                                                                    | [ 39 ]                                                                |
| 15/09/2017                                                            | Radès                                                                 | Marocco                                                               | 52 - 60                                                               | Tunisia                                                               | AfroBasket 2017 - Semifinale                                          | 10                                                                    | [ 40 ]                                                                |
| 16/09/2017                                                            | Radès                                                                 | Nigeria                                                               | 65 - 77                                                               | Tunisia                                                               | AfroBasket 2017 - Finale                                              | 12                                                                    | [ 41 ]                                                                |
| 24/11/2017                                                            | Yaoundé                                                               | Guinea                                                                | 56 - 96                                                               | Tunisia                                                               | Qual. Mondiali 2019                                                   | 5                                                                     | [ 42 ]                                                                |
| 25/11/2017                                                            | Yaoundé                                                               | Tunisia                                                               | 101 - 40                                                              | Ciad                                                                  | Qual. Mondiali 2019                                                   | 8                                                                     | [ 43 ]                                                                |
| 26/11/2017                                                            | Yaoundé                                                               | Camerun                                                               | 66 - 67                                                               | Tunisia                                                               | Qual. Mondiali 2019                                                   | 10                                                                    | [ 44 ]                                                                |
| 29/06/2018                                                            | Radès                                                                 | Tunisia                                                               | 94 - 54                                                               | Guinea                                                                | Qual. Mondiali 2019                                                   | 6                                                                     | [ 45 ]                                                                |
| 30/06/2018                                                            | Radès                                                                 | Ciad                                                                  | 46 - 85                                                               | Tunisia                                                               | Qual. Mondiali 2019                                                   | 11                                                                    | [ 46 ]                                                                |
| 01/07/2018                                                            | Radès                                                                 | Tunisia                                                               | 56 - 53                                                               | Camerun                                                               | Qual. Mondiali 2019                                                   | 9                                                                     | [ 47 ]                                                                |
| 14/09/2018                                                            | Radès                                                                 | Marocco                                                               | 50 - 65                                                               | Tunisia                                                               | Qual. Mondiali 2019                                                   | 13                                                                    | [ 48 ]                                                                |
| 15/09/2018                                                            | Radès                                                                 | Tunisia                                                               | 69 - 47                                                               | Egitto                                                                | Qual. Mondiali 2019                                                   | 0                                                                     | [ 49 ]                                                                |
| 16/09/2018                                                            | Radès                                                                 | Tunisia                                                               | 84 - 64                                                               | Angola                                                                | Qual. Mondiali 2019                                                   | 18                                                                    | [ 50 ]                                                                |
| 30/11/2018                                                            | Luanda                                                                | Tunisia                                                               | 89 - 51                                                               | Marocco                                                               | Qual. Mondiali 2019                                                   | 13                                                                    | [ 51 ]                                                                |
| 01/12/2018                                                            | Luanda                                                                | Egitto                                                                | 73 - 64 dts                                                           | Tunisia                                                               | Qual. Mondiali 2019                                                   | 14                                                                    | [ 52 ]                                                                |
| 02/12/2018                                                            | Luanda                                                                | Angola                                                                | 69 - 63                                                               | Tunisia                                                               | Qual. Mondiali 2019                                                   | 6                                                                     | [ 53 ]                                                                |
| 06/08/2019                                                            | Pau                                                                   | Tunisia                                                               | 54 - 64                                                               | Turchia                                                               | Amichevole                                                            | 10                                                                    | [ 54 ]                                                                |
| 07/08/2019                                                            | Pau                                                                   | Francia                                                               | 94 - 56                                                               | Tunisia                                                               | Amichevole                                                            | 16                                                                    | [ 55 ]                                                                |
| 09/08/2019                                                            | Praga                                                                 | Rep. Ceca                                                             | 80 - 66                                                               | Tunisia                                                               | Amichevole                                                            | 13                                                                    | [ 56 ]                                                                |
| 23/08/2019                                                            | Saitama                                                               | Germania                                                              | 89 - 70                                                               | Tunisia                                                               | Amichevole                                                            | 10                                                                    | [ 57 ]                                                                |
| 25/08/2019                                                            | Saitama                                                               | Tunisia                                                               | 78 - 76                                                               | Giappone                                                              | Amichevole                                                            | 7                                                                     | [ 58 ]                                                                |
| 31/08/2019                                                            | Canton                                                                | Spagna                                                                | 101 - 62                                                              | Tunisia                                                               | Mondiali 2019 - Fase a gironi                                         | 2                                                                     | [ 59 ]                                                                |
| 02/09/2019                                                            | Canton                                                                | Tunisia                                                               | 79 - 67                                                               | Iran                                                                  | Mondiali 2019 - Fase a gironi                                         | 11                                                                    | [ 60 ]                                                                |
| 04/09/2019                                                            | Canton                                                                | Porto Rico                                                            | 67 - 64                                                               | Tunisia                                                               | Mondiali 2019 - Fase a gironi                                         | 2                                                                     | [ 61 ]                                                                |
| 06/09/2019                                                            | Pechino                                                               | Tunisia                                                               | 86 - 67                                                               | Filippine                                                             | Mondiali 2019 - Gara 17º-32º posto                                    | 8                                                                     | [ 62 ]                                                                |
| 08/09/2019                                                            | Pechino                                                               | Tunisia                                                               | 86 - 87                                                               | Angola                                                                | Mondiali 2019 - Gara 17º-32º posto                                    | 13                                                                    | [ 63 ]                                                                |
| 12/06/2021                                                            | Tunisi                                                                | Russia                                                                | 69 - 42                                                               | Tunisia                                                               | Amichevole                                                            | 3                                                                     | [ 64 ]                                                                |
| 16/06/2021                                                            | Cracovia                                                              | Polonia                                                               | 89 - 66                                                               | Tunisia                                                               | Amichevole                                                            | 4                                                                     | [ 65 ]                                                                |
| 29/06/2021                                                            | Spalato                                                               | Tunisia                                                               | 57 - 83                                                               | Brasile                                                               | Qual. Olimpiadi 2020 - Fase a gironi                                  | 5                                                                     | [ 66 ]                                                                |
| 01/07/2021                                                            | Spalato                                                               | Croazia                                                               | 75 - 70                                                               | Tunisia                                                               | Qual. Olimpiadi 2020 - Fase a gironi                                  | 13                                                                    | [ 67 ]                                                                |
| 24/08/2021                                                            | Kigali                                                                | Tunisia                                                               | 82 - 46                                                               | Guinea                                                                | AfroBasket 2021 - Fase a gironi                                       | 9                                                                     | [ 68 ]                                                                |
| 26/08/2021                                                            | Kigali                                                                | Egitto                                                                | 81 - 87                                                               | Tunisia                                                               | AfroBasket 2021 - Fase a gironi                                       | 7                                                                     | [ 69 ]                                                                |
| 28/08/2021                                                            | Kigali                                                                | Tunisia                                                               | 68 - 51                                                               | Rep. Centrafricana                                                    | AfroBasket 2021 - Fase a gironi                                       | 6                                                                     | [ 70 ]                                                                |
| 02/09/2021                                                            | Kigali                                                                | Tunisia                                                               | 80 - 65                                                               | Sudan del Sud                                                         | AfroBasket 2021 - Quarti di Finale                                    | 3                                                                     | [ 71 ]                                                                |
| 04/09/2021                                                            | Kigali                                                                | Capo Verde                                                            | 65 - 75                                                               | Tunisia                                                               | AfroBasket 2021 - Semifinale                                          | 9                                                                     | [ 72 ]                                                                |
| 05/09/2021                                                            | Kigali                                                                | Costa d'Avorio                                                        | 75 - 78                                                               | Tunisia                                                               | AfroBasket 2021 - Finale                                              | 7                                                                     | [ 73 ]                                                                |
| 25/02/2022                                                            | Diamniadio                                                            | Camerun                                                               | 51 - 55                                                               | Tunisia                                                               | Qual. Mondiali 2023                                                   | 6                                                                     | [ 74 ]                                                                |
| 26/02/2022                                                            | Diamniadio                                                            | Tunisia                                                               | 64 - 72                                                               | Sudan del Sud                                                         | Qual. Mondiali 2023                                                   | 9                                                                     | [ 75 ]                                                                |
| 27/02/2022                                                            | Diamniadio                                                            | Tunisia                                                               | 65 - 51                                                               | Ruanda                                                                | Qual. Mondiali 2023                                                   | 12                                                                    | [ 76 ]                                                                |
| 01/07/2022                                                            | Kigali                                                                | Tunisia                                                               | 65 - 54                                                               | Camerun                                                               | Qual. Mondiali 2023                                                   | 8                                                                     | [ 77 ]                                                                |
| 02/07/2022                                                            | Kigali                                                                | Sudan del Sud                                                         | 75 - 61                                                               | Tunisia                                                               | Qual. Mondiali 2023                                                   | 9                                                                     | [ 78 ]                                                                |
| 03/07/2022                                                            | Kigali                                                                | Ruanda                                                                | 66 - 76                                                               | Tunisia                                                               | Qual. Mondiali 2023                                                   | 6                                                                     | [ 79 ]                                                                |
| 26/08/2022                                                            | Monastir                                                              | Egitto                                                                | 67 - 61                                                               | Tunisia                                                               | Qual. Mondiali 2023                                                   | 5                                                                     | [ 80 ]                                                                |
| 27/08/2022                                                            | Monastir                                                              | Tunisia                                                               | 63 - 73                                                               | Senegal                                                               | Qual. Mondiali 2023                                                   | 5                                                                     | [ 81 ]                                                                |
| 28/08/2022                                                            | Monastir                                                              | RD del Congo                                                          | 45 - 57                                                               | Tunisia                                                               | Qual. Mondiali 2023                                                   | 0                                                                     | [ 82 ]                                                                |
| Totale                                                                |                                                                       | Presenze                                                              | 86                                                                    |                                                                       | Punti                                                                 | 83                                                                    |                                                                       |